# Hondarribia
Hondarribia (in basco e ufficialmente; in castigliano: Fuenterrabía) è un comune spagnolo di 16.904 abitanti situato nella comunità autonoma dei Paesi Baschi. È situato sul confine con la Francia, separato dalla vicina Hendaye soltanto dal fiume Bidasoa che divide i due Paesi.
Conserva resti di mura (XV secolo) con alcuni poderosi bastioni della seconda metà del XVI secolo fatti erigere da Vespasiano Gonzaga, il celebre condottiero italiano al servizio di Filippo II di Spagna. Di notevole interesse la chiesa gotica di Santa Maria e il Castello, oggi trasformato in albergo.

## Geografia fisica

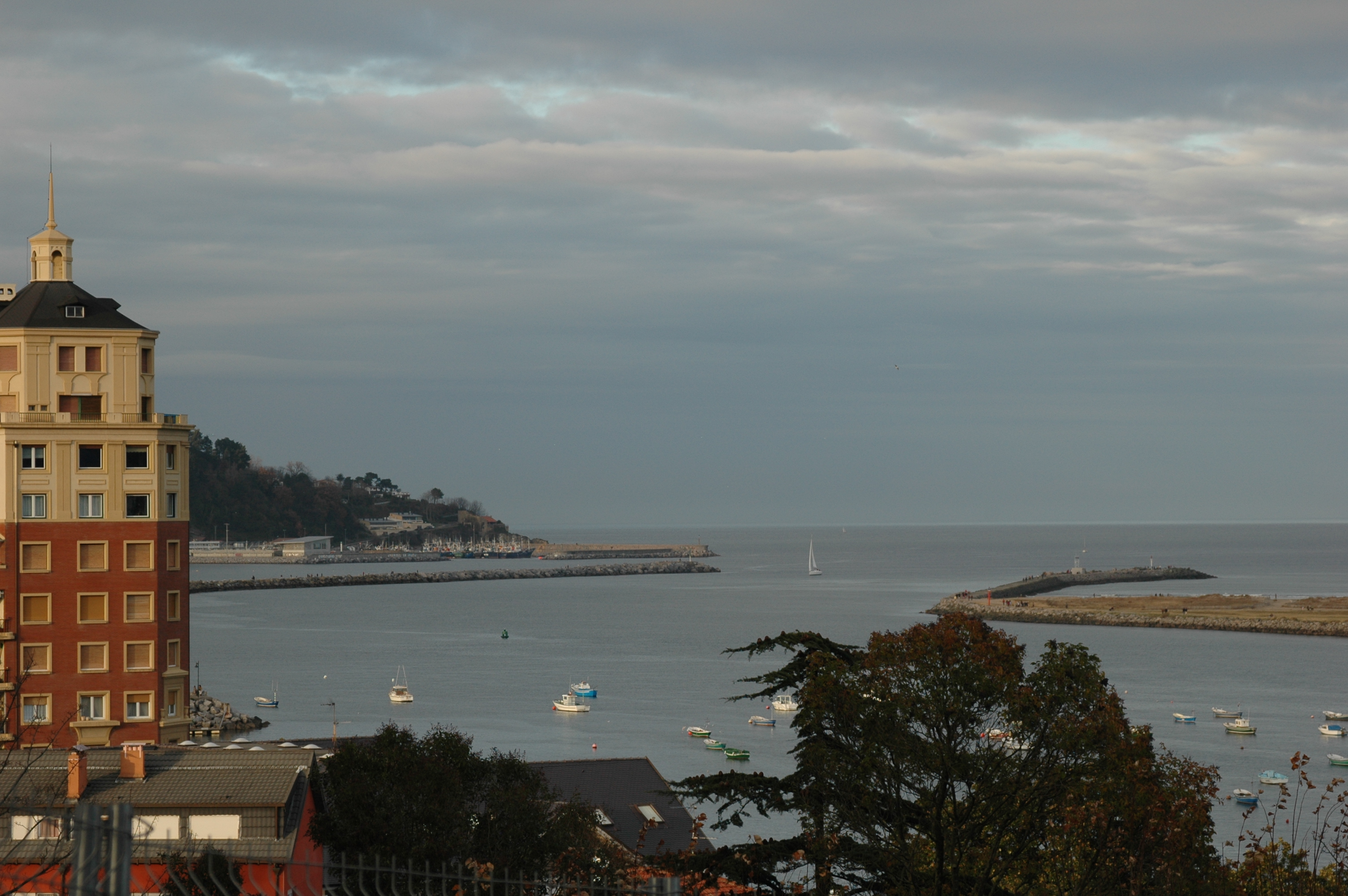
La foce del Bidassoa tra Hondarribia e Hendaye

Il villaggio si trova nell'estremità orientale della Costa basca ai piedi del monte Jaizkibel sul mar Cantabrico, precisamente nella baia di Txingudi formata dalla foce del fiume Bidasoa.
Forma con la vicina Irun, situata a 5,2 km a sud, un unico agglomerato. Il monte Jaitzkibel è formato da rocce rossastre di tonalità di colore diverso profondamente incise nel versante sul mare dalla erosione delle onde. Queste rocce sono state utilizzate per la costruzione degli antichi edifici della città che risultano quindi di colore rossastro.

## Toponomastica
Hondarribia era conosciuta storicamente come Fuenterrabía, nome che conserva in castigliano.
Il toponimo Hondarribia significa in basco guado arenoso, controversa è la derivazione del nome spagnolo Fuenterrabia perché se è chiara la prima parte Fuente (fonte) non lo è altrettanto l'altra parte e non vi è accordo fra gli studiosi.

## Storia

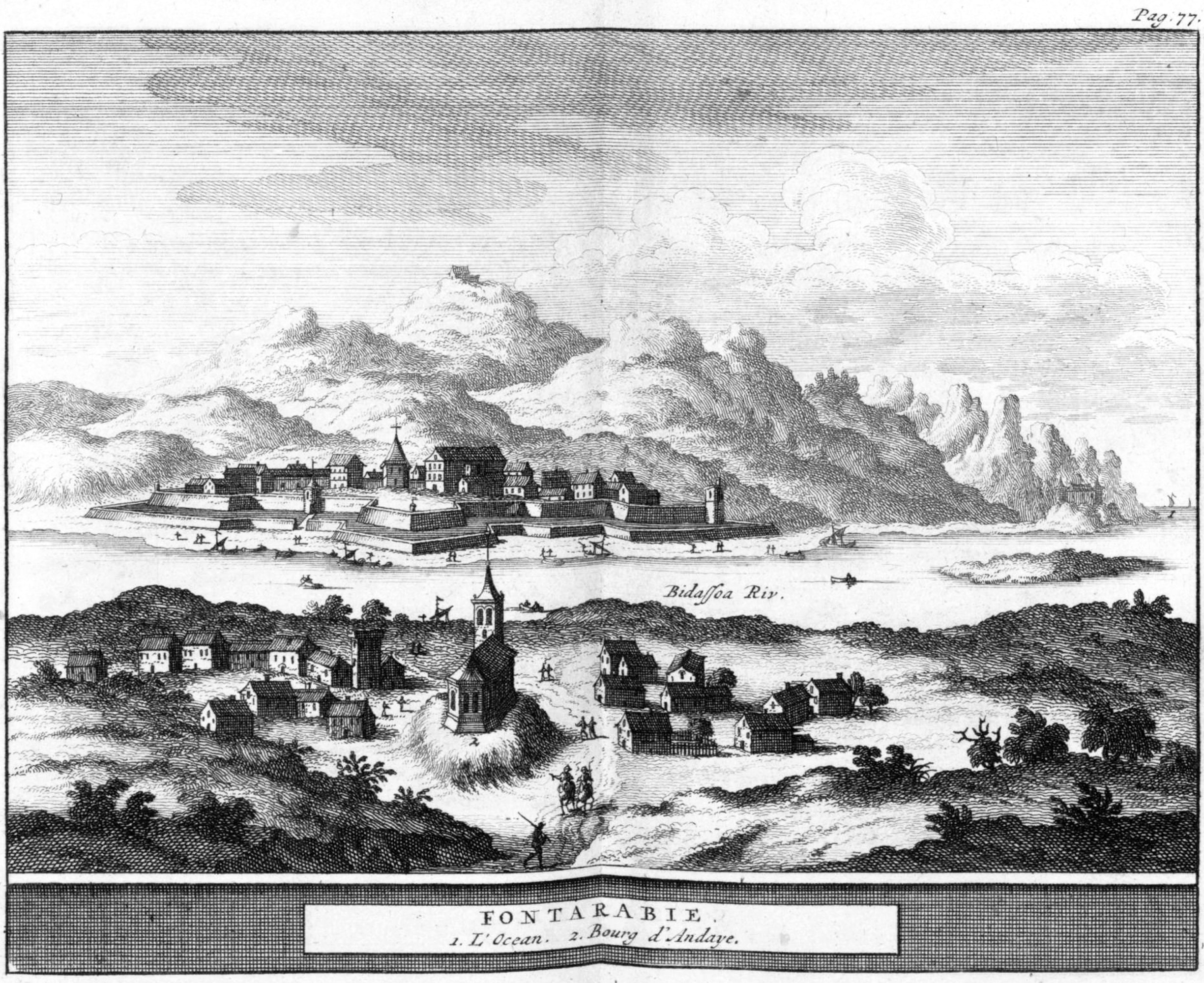
Hondarribia in una riproduzione del XVIII secolo.

Ritrovamenti archeologici fanno risalire al Neolitico la presenza dell'uomo nella zona e i primi abitanti furono vasconi che si dedicavano alla pesca e all'allevamento del bestiame. La dominazione romana si colloca fra il II e il IV secolo d.C. e fu un periodo florido per gli abitanti come si rileva dalla ricchezza dei reperti archeologici della città di Oiaso in Irun ed Hondarribia.
Ai Romani seguirono i Visigoti e, secondo alcuni, Hondarribia fu fondata nel VII secolo dall'ultimo re visigoto Vamba. Quest'affermazione non è suffragata da alcun documento e si basa sul fatto che a un torrione delle antiche mura fu dato il nome di torre di Vamba. Secondo una tradizione popolare, non suffragata anch'essa da alcuna testimonianza, il fondatore sarebbe stato un altro re visigoto, il famoso Recaredo che nel 589 abiurò all'arianesimo con una pubblica conversione al cattolicesimo, seguito poi dai sudditi.

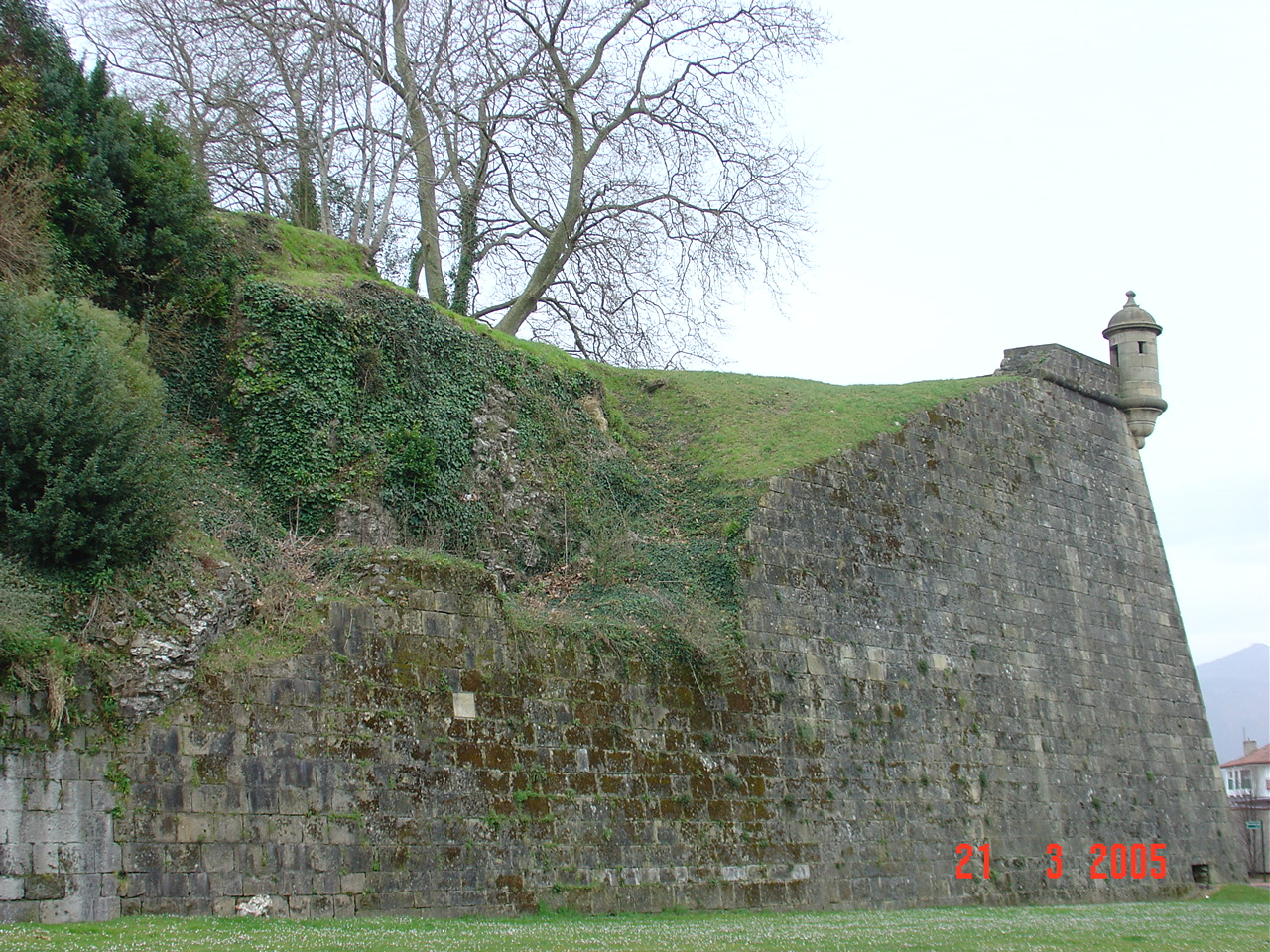
Le fortificazioni di Hondarribia.

Della fortificazione del nucleo abitato si interessarono successivamente il re Sancho II Abarca, il re Sancho VI El Sabio e il re Sancho VII El Fuerte. Nel 1203 Alfonso VIII di Castiglia la riconobbe ufficialmente come Villa emanando il decreto che va sotto il nome di Carta Puebla. Con questa Carta, indirizzata al Consejo de Fuenterrabia a conferma che già esisteva una struttura amministrativa della città, il re concesse il cosiddetto Fuero che delimitava i confini del territorio comunale, i poteri e i diritti mercantili, amministrativi e giudiziari. Dal punto di vista mercantile venivano fissati i diritti portuali e i dazi sull'importazione di merci sia per terra che per mare con l'esclusione degli alimenti considerati basilari: pane, vino e carne. Per favorire il commercio locale da tutte queste imposte furono esentati i cittadini, che quindi potevano importare qualsiasi mercanzia ed utilizzare il porto senz'alcun gravame tributario. Dal punto di vista giudiziario si trattò di un vero e proprio codice penale in cui si elencavano i delitti perseguibili e le pene relative. Il detentore del potere giudiziale era individuato nell'alcalde, che veniva eletto dal popolo all'inizio di ogni anno; inoltre nella Carta c'era anche l'indicazione delle modalità e dei requisiti per ottenere la cittadinanza, il cui possesso portava a diversi privilegi tributari come si è già detto.
Nel Medioevo i primi pellegrinaggi a Santiago de Compostela seguivano la strada costiera e quindi passavano anche per Irun e Hondarribia.
Per la sua posizione geografica al limite di tre regni: Castiglia, Francia e Navarra, Hondarribia fu soggetta spesso ad attacchi che si seguirono nell'ordine: nel 1280 truppe del re francese Filippo III dei Capetingi in guerra con il re di Castiglia Alfonso X, el Sabio cercarono senza riuscirci di prendere la fortezza e la città, nel 1471 il re di Francia Luigi XI, che appoggiava la rivendicazione al trono di Castiglia di Giovanna la Beltraneja moglie del re del Portogallo Alfonso V, mise sotto assedio la città che però non si arrese. Nel 1521 Enrico II di Navarra, che voleva riottenere il suo trono di cui si era impossessato il re Ferdinando il Cattolico, con l'aiuto dei Francesi dopo un assedio durato 12 giorni riuscì ad entrare in città e ad occupare il castello. La città fu allora di nuovo sotto assedio dei Castigliani e si arrese dopo aver ottenuto patteggiando l'amnistia da parte del re di Spagna e imperatore del Sacro Romano Impero Carlo V nel 1523.

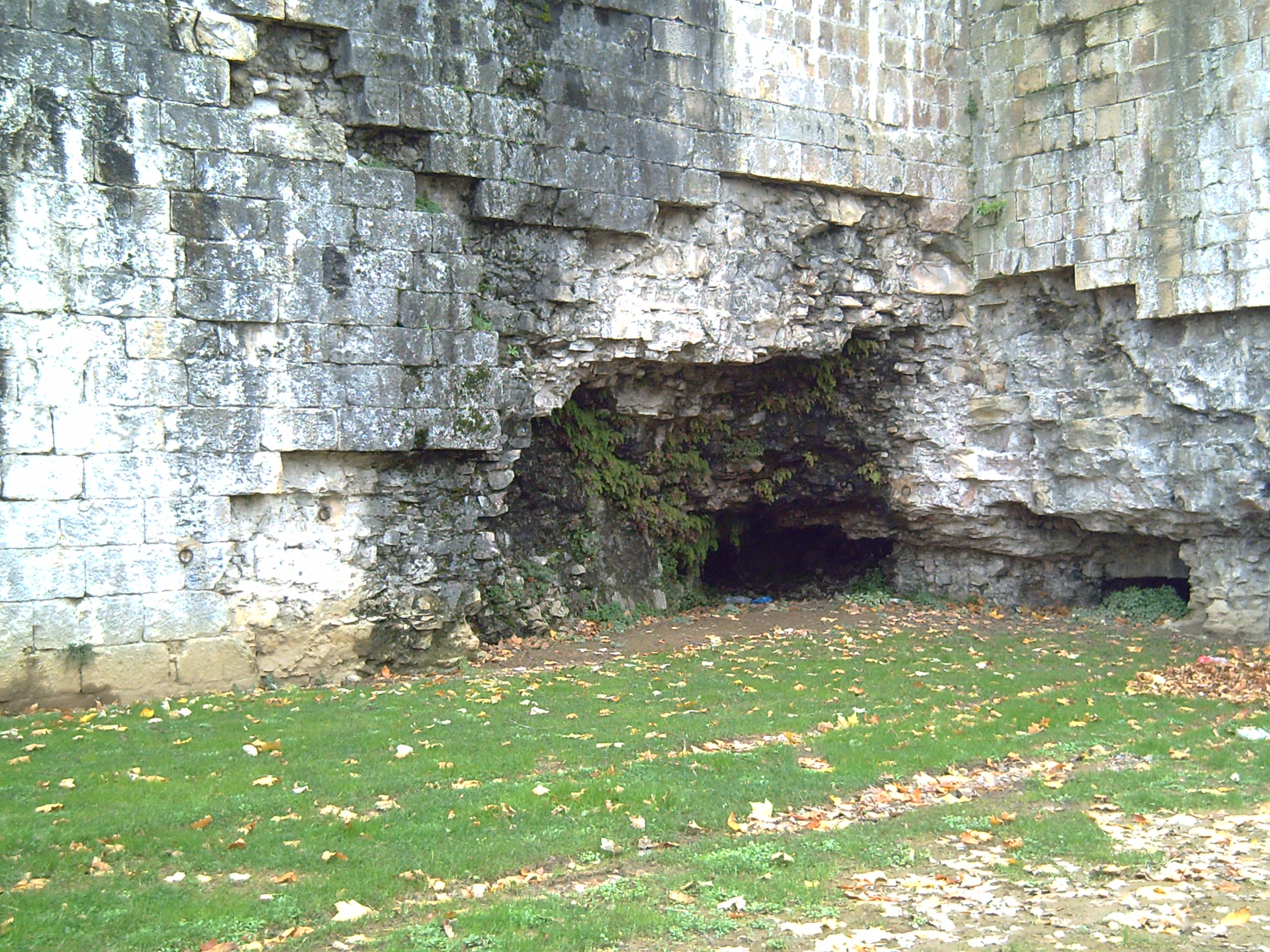
Le mura di Hondarribia furono distrutte e danneggiate in parte dai Francesi nel 1795.

In quel secolo, quando alla potenza raggiunta dalle nuove artiglierie le vecchie mura non furono più in grado di offrire una resistenza efficace, i Re Cattolici decisero di costruire una più forte cinta muraria e di rafforzare quella esistente. Vespasiano Gonzaga, come già detto, fece rinforzare le mura soprattutto per la parte rivolta verso la Francia. Intanto la città prosperava sia per l'attività peschereccia che per quella portuale, essendo divenuta un importante porto commerciale, chiamato Asturiaga, utilizzato per l'esportazione di grano, vino e metalli dalla Castiglia e dalla Navarra verso le Fiandre e gli altri porti europei. Durante la guerra dei trent'anni nel 1638 Hondarribia subì un altro assedio e ne uscì vittoriosa. Questa vittoria ancora oggi è ricordata con una festa e cerimonia detta l'Aralde. Nel 1660 nella chiesa di Santa Maria si celebrarono le nozze del re di Francia Luigi XIV detto il Re Sole con l'infanta di Spagna Maria Teresa. Durante la guerra di successione spagnola la fortezza subì ancora un assedio.
Nel 1794 la città fu occupata dai Francesi che vi rimasero per quasi un anno e la loro permanenza apportò diversi danni alla città. I Francesi nel 1795 distrussero parte delle mura e predisposero anche le cariche esplosive per farle saltare tutte, quando, fortunatamente, intervenne la pace di Basilea a porre fine alle operazioni militari e questa parte di mura fu salva. nel 1836 durante le guerre carliste la fortezza fu attaccata da una spedizione di truppe inglesi. L'industrializzazione della zona circostante nel secolo scorso e la nascita del turismo di massa contribuirono all'aumento della popolazione per l'apporto di emigranti da altri paesi di Spagna addetti ai servizi o in aziende in paesi vicini, o alla dogana, come confermano questi dati statistici: nel 1900 il numero degli abitanti fu di 4.345, che salì a 7.363 nel 1950 e giunse a 15.955 nel 2005. (In estate la popolazione residente aumenta notevolmente grazie all'esistenza di numerose seconde case per le vacanze estive). Con l'adesione della Spagna alla Comunità Europea e, in particolare con gli accordi di Schengen che liberalizzava la circolazione delle merci e degli uomini all'interno della Comunità, Hondarribia perse le sue caratteristiche di città di frontiera ma, contemporaneamente, vide crescere i suoi traffici commerciali e il suo turismo estero, in particolare quello francese.

### Simboli
L'antico sigillo comunale sintetizza le sue caratteristiche storiche: ha infatti un castello fortificato che indica la sua funzione di città di frontiera e, sul retro, il mare con una imbarcazione impegnata nella caccia a una balena a indicare l'attività peschereccia di parte della sua popolazione che si dedicava appunto a questa caccia. La balena delle acque della baia, che ha il nome scientifico di Balaena Viscayensis, era cacciata in autunno nel suo passaggio migratorio per le acque del golfo usando una barca appositamente attrezzata equipaggiata con quattro uomini uno dei quali provvedeva ad arpionare il cetaceo. Della balena si usavano grasso e carne, in particolare la lingua costituiva un cibo prelibato e pregiato.

## Monumenti e luoghi d'interesse

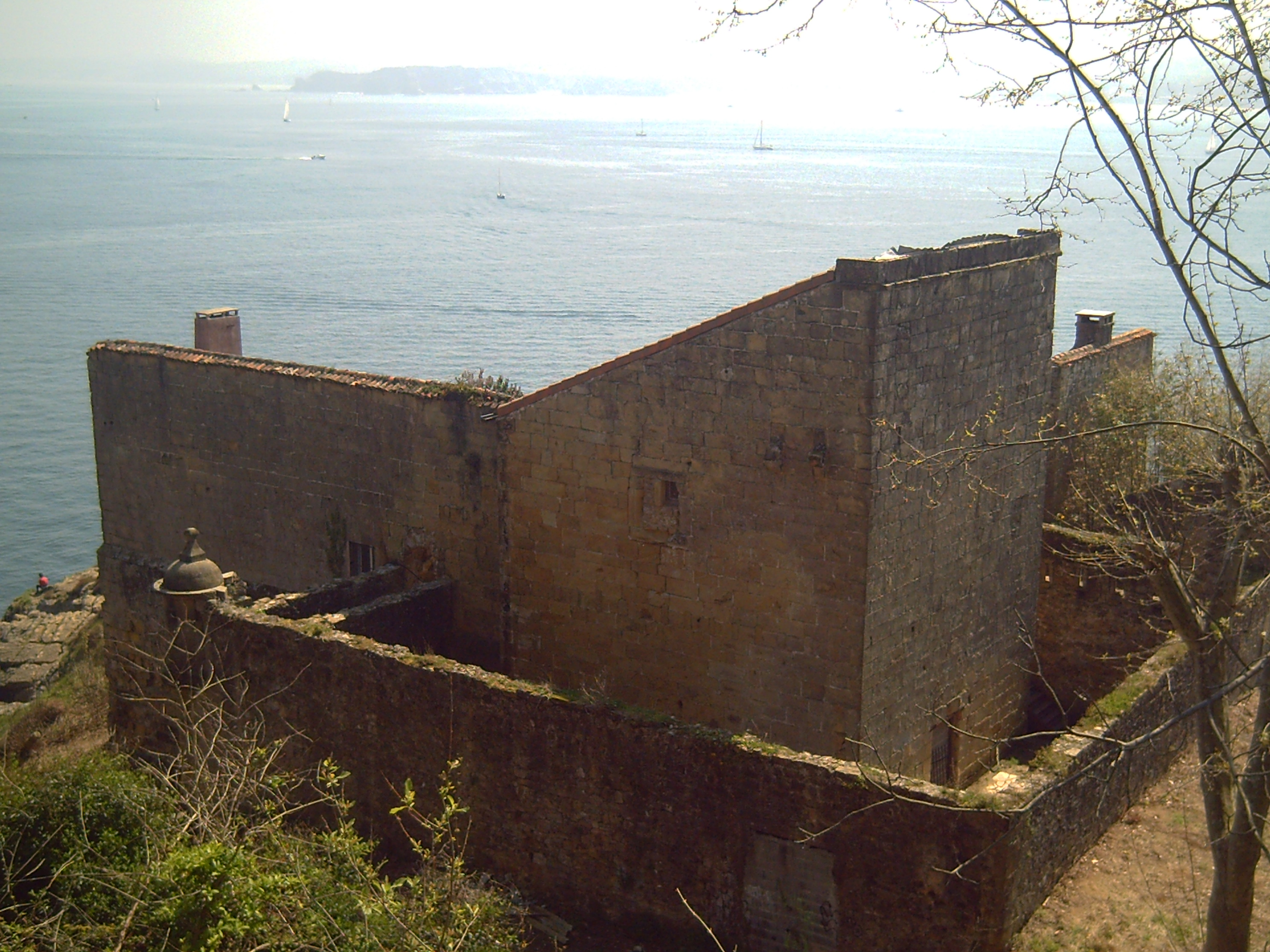
Il Castello di San Telmo

Il primo monumento che si incontra giungendo ad Hondarribia è ciò che rimane del recinto murario completato alla fine del XVIII secolo: queste imponenti mura cingevano completamente la città, ma non resistettero ad un'avanzata francese del 1795, che le distrussero in parte per farsi breccia nell'abitato.
Vari sono i castelli dell'abitato: il principale è il Castello di Carlo V (Castillo de Carlos V), la cui fondazione e costruzione originaria può essere data intorno al VII secolo, anche se Carlo V ne fece costruire l'imponente facciata soltanto nel XVI secolo.
Più travagliata fu l'esistenza del Castillo de San Telmo, detto anche de los Piratas, quasi nascosto nei pressi del porto, che fu costruito nel 1598 a difesa degli attacchi dei corsari. Adibito a polveriera nel secolo XVIII fu poi convertito in residenza privata.

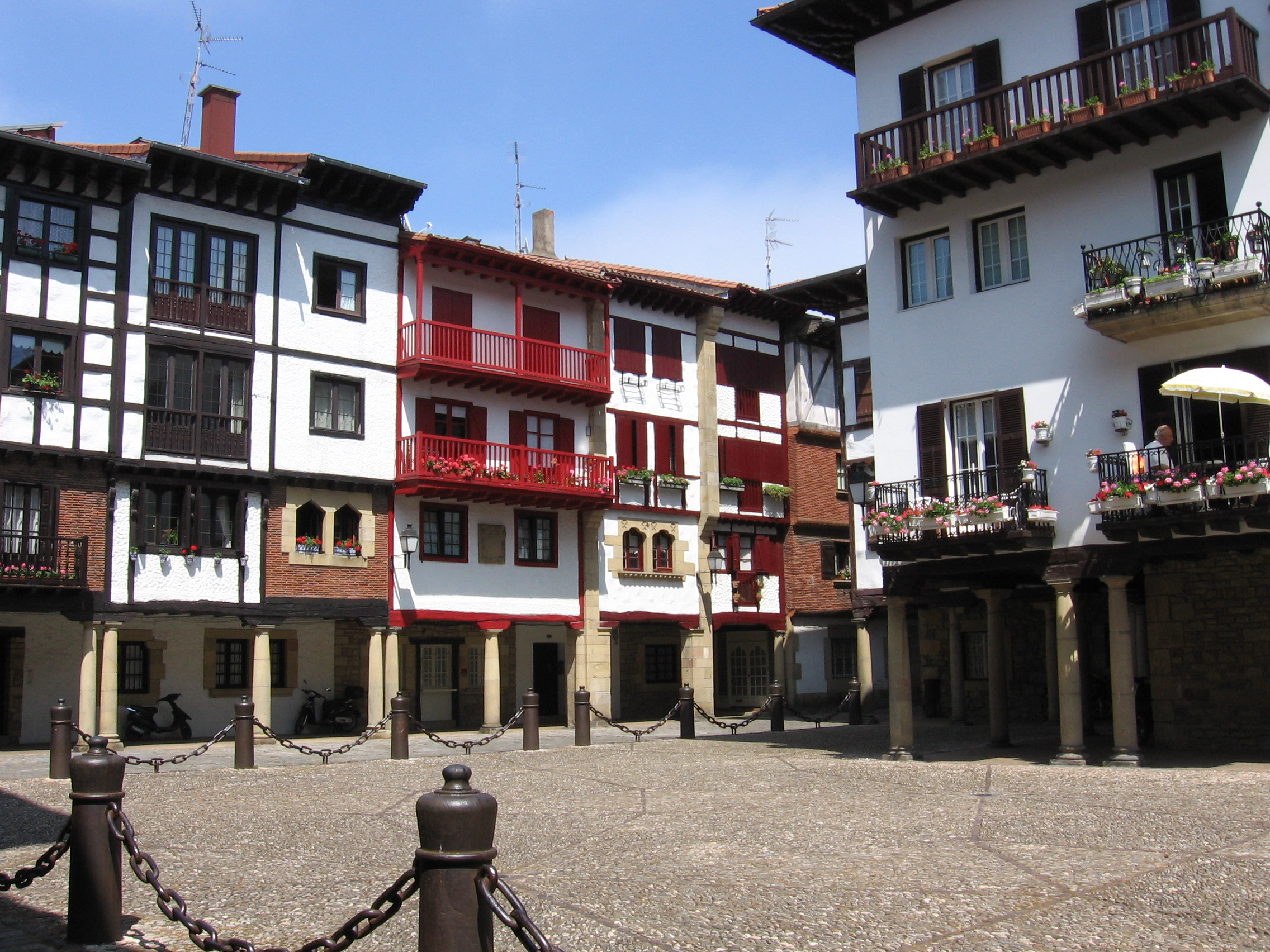
La suggestiva Plaza de Armas con le tipiche case di pescatori colorate e adornate di fiori

Il Barrio de la Marina, una delle principali attrazioni di Hondarribia, è l'antico quartiere dei pescatori le cui case con grandi balconi di pietra dipinti di rosso, o verde, o azzurro, con molti fiori, sono oggi convertite in ristoranti, caffè, negozi di vario tipo, sicché il quartiere è molto frequentato. Molto simili sono anche le case in Plaça de Armas, anch'essa molto suggestiva.
Il Museo Parroquial mostra arte sacra dal XII al XIX secolo. Lungo la costa, è presente il Puerto pesquero, la cui funzione, data la scarsità di barche da pesca e pescatori operanti, è cambiata praticamente in porto per il rifugio d'imbarcazioni da diporto, e la Playa, protetta e tranquilla, utilizzata dal turismo balneare. Accanto alla spiaggia c'è anche il Porto sportivo con il Club Nautico.

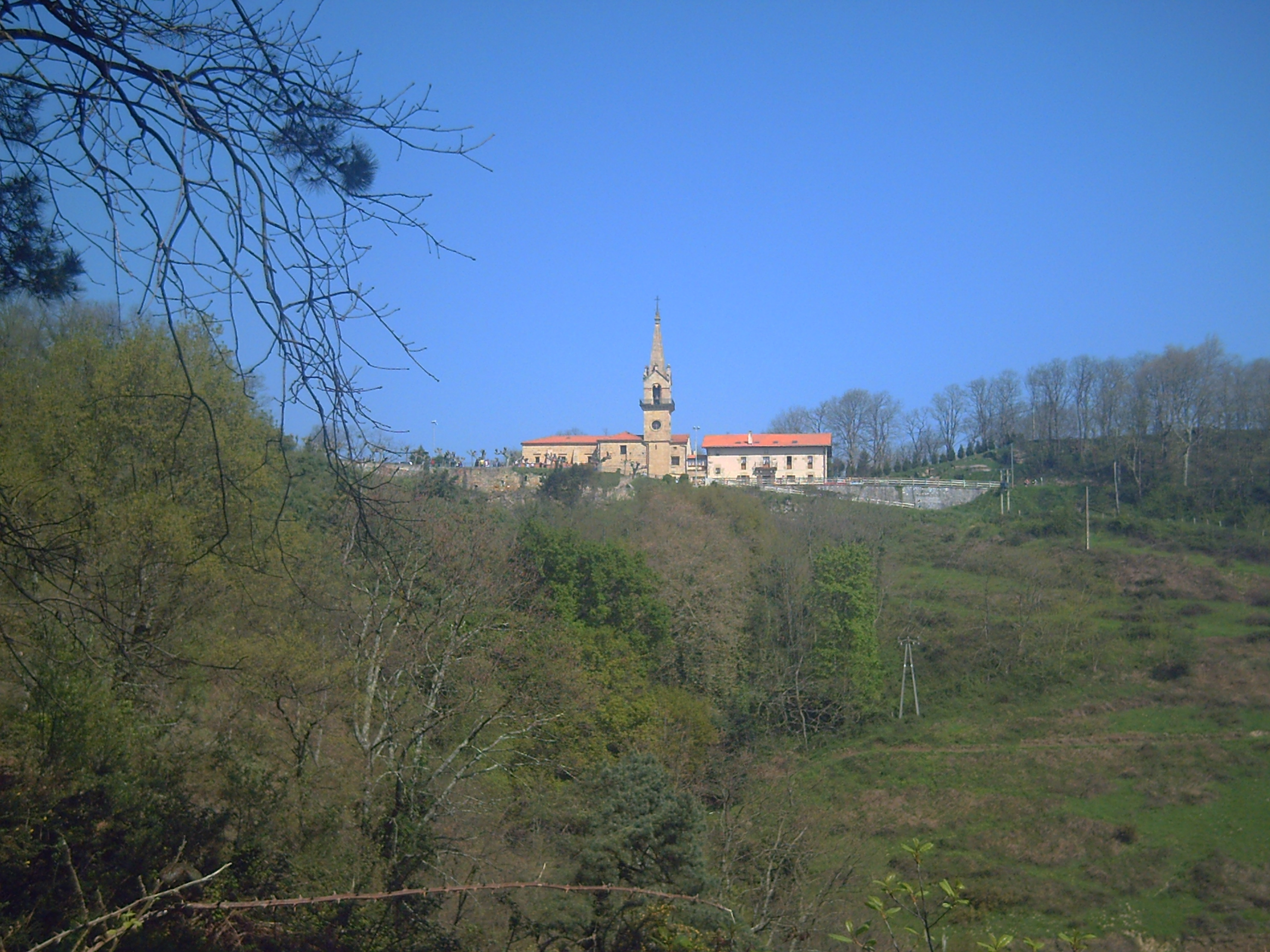
Il Santuario di Guadalupe

Di discreto interesse è il Mirador de Jaizkibel, ovvero alcune torri di pietra locale disposte lungo la cresta del monte costruite durante le guerre caliste che offrono panorami splendidi della città e della baia, come indica il nome. Similmente il Fuerte de Guadalupe, costruito alla fine del XIX secolo, venne usato come presidio nella guerra civile del 1936-39 e come quartier generale fino alla fine degli anni '80.
A livello di singoli edifici, vanno annoverate la Casa del Etxebezte, una casa torre del XVII secolo, il Palacio de Zuloga che risale al XVIII secolo, il Palacio Eguiluz che risale al XVII secolo ed è chiamato Casa de Juana la Loca perché una tradizione popolare vuole che abbia ospitato Giovanna la Pazza e Filippo il Bello, e la Casa Muratenea, costruita nel XVI secolo.
Gli edifici religiosi importanti sono la chiesa di Nostra Signora del Manzano, del Cinquecento con la torre del 1766, ed il Santuario de Guadalupe, sito nelle vicinanze, è del XVI secolo ed è stato distrutto e ricostruito più volte; l'attuale è la ricostruzione del XIX secolo.
La chiesa gotica di Santa Maria fu rimaneggiata in forme barocche nel XVII secolo.

## Dintorni

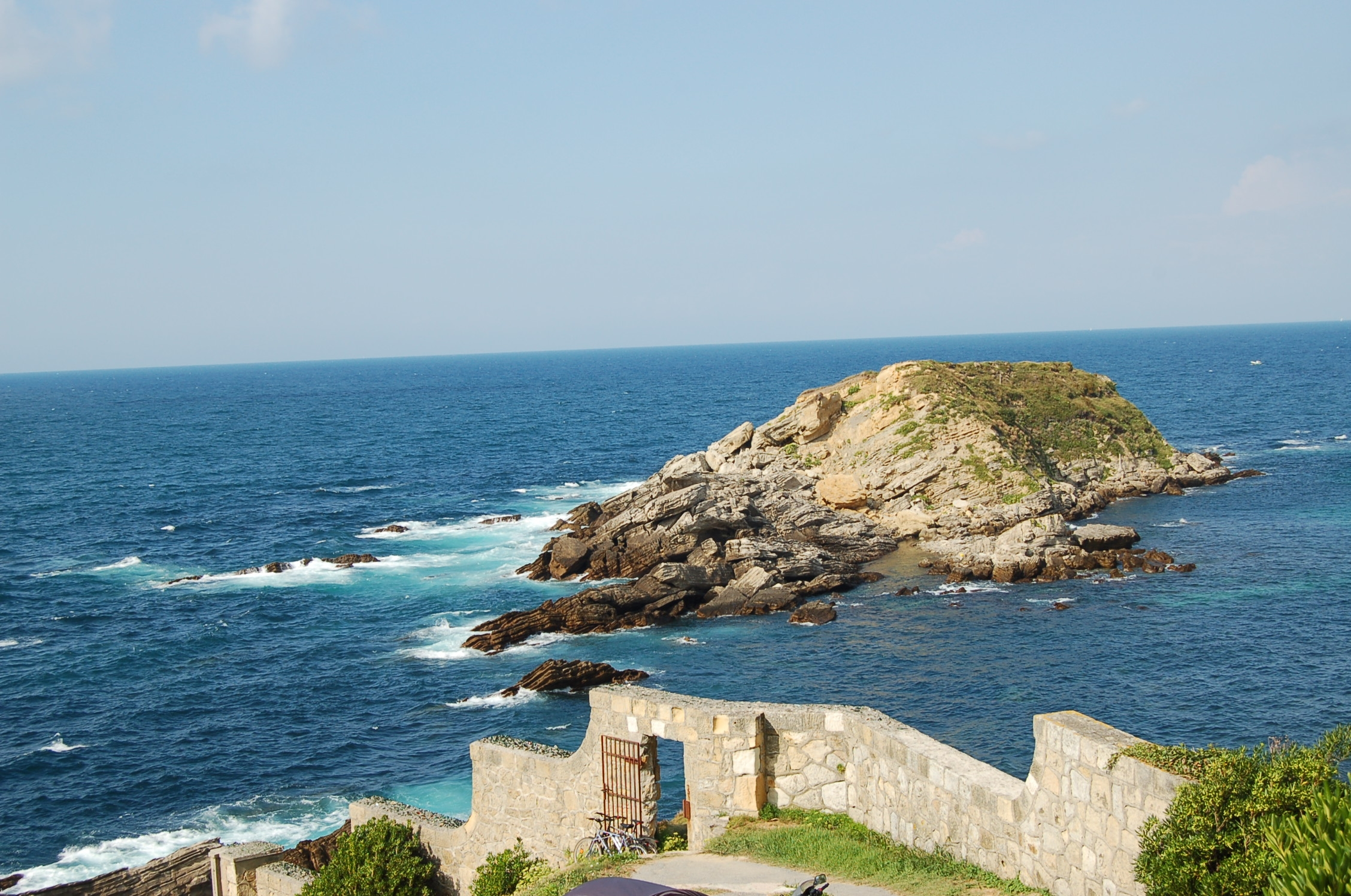
Cabo Higuer

I dintorni di Hondarribia sono ricchi di punti d'interesse
- A 4 km è situato Cabo Higuer, un punto panoramico sulla Costa basca.
- A 4,5 km Irun, importante cittadina di confine.
- A 5 km Santuario N.tra S.ra de Guadalupe dal quale si può salire sulla vetta del monte Jaizkibel a 900 metri di altitudine da cui si gode un amplissimo panorama.
- A 5 km Ponte sul Bidasoa frontiera franco-spagnola, e in mezzo al fiume, l'Isla de los Faisanes, isola in comproprietà di Francia e Spagna.
- A 6,5 km la cittadina francese di Hendaye, quasi sempre visibile al di là del fiume, con la sua Hendaye-Plage elegante centro climatico e balneare.

## Cultura

### Eventi
El Alarde (la rivista militare) si svolge l'8 settembre di ogni anno in onore della Madonna di Guadalupe per un voto fatto in occasione dell'assedio alla città nel 1638. La battaglia vittoriosa per liberare la città fu opera dei cittadini che costituivano una milizia locale pronta ad abbandonare le proprie normali occupazioni per correre in difesa della città. Per mantenerla efficiente ogni anno si svolgeva una rivista delle armi e dei militi ed è appunto questo che si rappresenta al mattino della festa. Dai vari quartieri partono cortei di uomini vestiti con uniformi militari, armati e formanti una Compagnia, percorrono le vie cittadine e si riuniscono in una piazza, poi salgono al Santuario tutti assieme, assistono alla messa, e, in colonna con tamburi e banda musicale, ritornano nella piazza dove vengono sparate salve e finisce la cerimonia di tipo militare che lascia il seguito al pranzo campestre comune e alla festa giocosa cui partecipa tutta la popolazione.
Un'uguale cerimonia si effettua nella vicina Irun a ricordo di un'altra battaglia sostenuta dagli irunesi. In comune con Irun c'è anche la protesta di un gruppo di donne delle due città che nel 1997 rivendicarono il diritto di partecipare anch'esse all'Aralde non solo col ruolo limitato a poche di esse e poco esaltante di cantineras delle varie compagnie esclusivamente maschili secondo la tradizione. La sfilata della compagnia Jaizkibel, che è una compagnia mista composta anche da donne, è accompagnata da proteste e fischi da parte delle persone che rifiutano la partecipazione femminile, che contrasta con el Alarde tradizionale.
Altre feste sono quelle parrocchiali. Caratteristica è la processione del Venerdì Santo detta Procesion del Silencio che percorre le vie del centro storico nell'assoluto silenzio sia dei partecipanti che portano i pasos, pesanti gruppi statuari rappresentanti episodi della Passione, sia degli astanti. Altra festa caratteristica è quella del 25 luglio detta Fiesta de la Kutxa. La Kutxa è la cassa in cui si conservavano in antico i documenti della corporazione dei pescatori e viene portata da un giovane che precede il corteo che muove dal Barrio de la Marina alla chiesa parrocchiale.
Altre feste sono quelle della Asuncion il 15 agosto e di San Francisco de Asis il 4 ottobre.

## Economia
L'economia della zona si basa oggi soprattutto sul turismo e i servizi e, limitatamente, sull'industria, sull'allevamento del bestiame e sulla pesca. Questa attività di pesca, caratteristica della città nel passato, è attualmente quasi abbandonata e sempre meno sono gli uomini che vi si dedicano nonostante la popolazione sia notevolmente cresciuta nell'ultimo cinquantennio.
Con le città basche di Irun e di Hendaye in Francia fa parte di un consorzio transfrontaliero col nome di Bidasoa Txingudi dai nomi del fiume e della baia.

## Infrastrutture e trasporti
A Hondarribia si trova l'aeroporto di San Sebastián.